# Oxalis burkei
Oxalis burkei är en harsyreväxtart som beskrevs av Otto Wilhelm Sonder. Oxalis burkei ingår i släktet oxalisar, och familjen harsyreväxter. Inga underarter finns listade i Catalogue of Life.